# Theodor Döhler

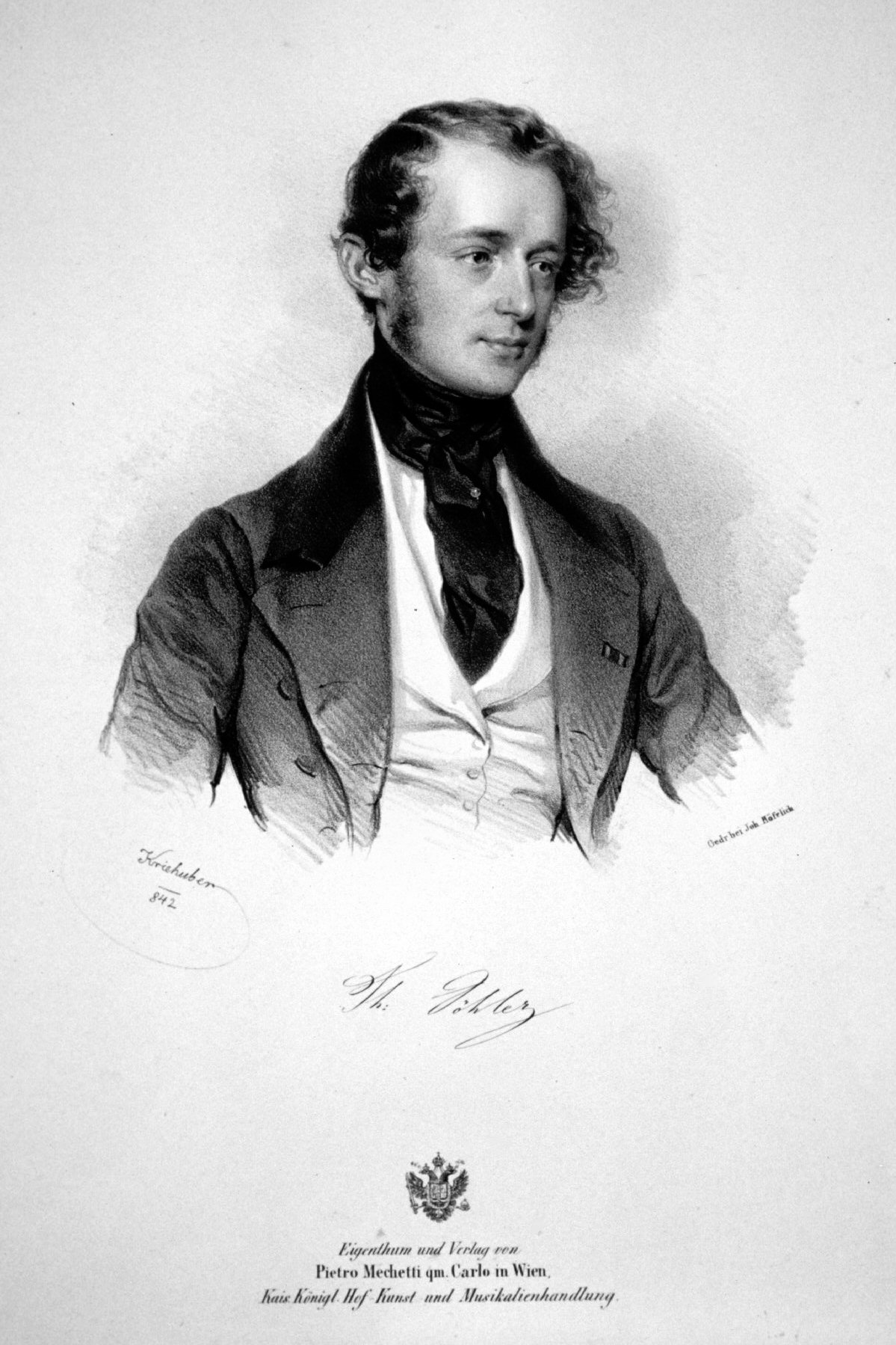
Theodor Döhler, Lithographie von Josef Kriehuber (1842)

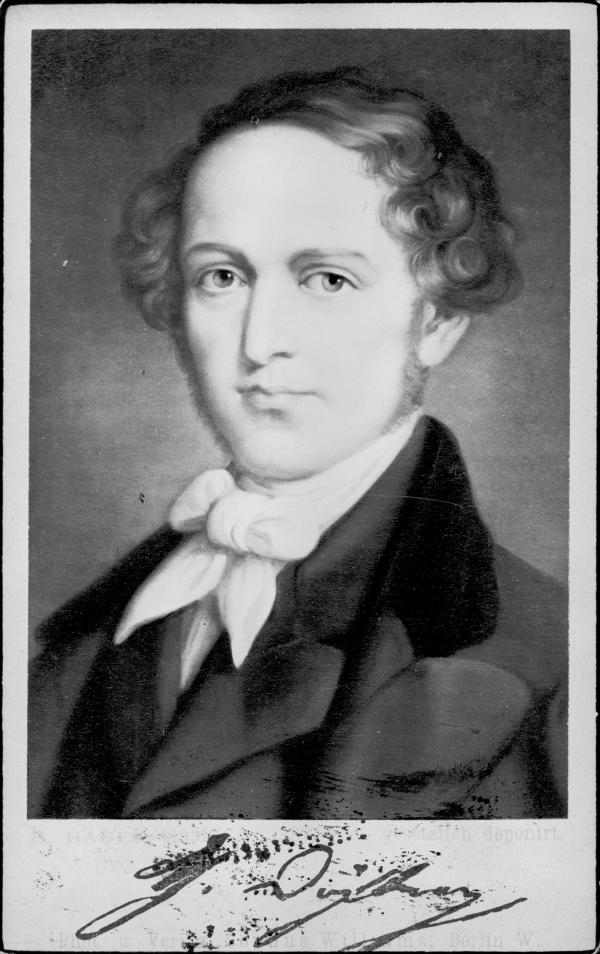
Nach einem Gemälde von Ernst Hader

Theodor Döhler (* 20. April 1814 in Neapel; † 21. Februar 1856 in Florenz) war ein deutscher Komponist und Pianist.

## Leben
Döhlers Vater († 1843 in Lucca) war Regimentskapellmeister in Neapel. Er selbst erhielt seine erste musikalische Erziehung durch den in Neapel wirkenden Kapellmeister Julius Benedict und führte bereits im 13. Lebensjahr öffentliche Konzerte in Neapel auf. Im Jahre 1827 folgte er dem nach Lucca berufenen Vater dorthin. Von 1829 bis 1834 studierte Theodor Döhler in Wien. Hier erhielt er vom Beethoven-Schüler Carl Czerny seine pianistische Ausbildung. Zugleich wurde er von Simon Sechter in Komposition unterrichtet. Bereits 1832 spielte er im Wiener Musikverein Werke von Czerny und Beethoven.
Im selben Jahr wurde er vom Karl II. Ludwig zum Kammervirtuosen ernannt. Im Dezember 1834 spielte er in Neapel Werke von Friedrich Kalkbrenner. Die Jahre von 1836 bis 1845 verbrachte er fast ununterbrochen auf Konzertreisen in den Staaten des Deutschen Bundes, in Frankreich, England, Russland und den Niederlanden. 1838 gab er sein erstes Konzert in London. Unterbrochen wurden diese Kunstreisen durch den Tod seines Vaters, der ihn 1843 nach Italien zurückgerufen hatte.
1846 vom Herzog von Lucca baronisiert, vermählte er sich mit der Gräfin Jelisaweta Scheremetewa (Elise Scheremetjeff, 1818–1890), die er 1845 auf einer Russlandreise kennengelernt hatte. 1847 spielte er am Pariser Konservatorium. Er wurde 41 Jahre alt.

„Der Letzte unter den Pianisten zweiten Ranges, oder erster unter den Pianisten dritten Ranges.“

## Werke (Auswahl)
- Klavierkonzert A-Dur (op. 7)
- Nocturne (op. 24)
- Andantino pour le piano (op. 32): à Madame de Belleville-Oury
- Tarantella (op. 39)